# Tato Gabus Mendes
Luís Otávio Gabus Mendes, mais conhecido como Tato Gabus Mendes (São Paulo, 22 de dezembro de 1952), é um ator brasileiro.

## Familia
Tato é filho do falecido autor de telenovelas Cassiano Gabus Mendes e da ex-atriz Elenita Sánchez Blanco, irmã mais nova do também ator Luis Gustavo. Seu irmão mais novo, Cássio Gabus Mendes, também é ator. Seu avô paterno, Otávio Gabus Mendes, era crítico, radialista, ator, roteirista e diretor de cinema.

## Carreira
Sua estreia na televisão foi na novela Ti Ti Ti (1985), autoria de seu pai, interpretando Alex, um dos filhos de Jacques Leclair (Reginaldo Faria). Depois faz a versão original de Sinhá Moça (1986), como José, um jovem que se apaixona pela escrava Adelaide.
Mais tarde trabalharia nas novelas de seu pai, como Brega & Chique (1987), como Maurício e Que Rei Sou Eu? (1989), como Pichot/Lucien, sendo este seu primeiro papel de maior impacto e repercussão, fazendo par com Cláudia Abreu (Juliette). Seguiu-se outros trabalhos como Perigosas Peruas (1992), como o atrapalhado Paulinho Pamonha e O Mapa da Mina (1993), como Raul Gouveia. Além dessas novelas, fez Fera Radical (1988), como Paxá, e Mico Preto (1990), como Adolfo, filho de Áurea (Márcia Real).
Em 1994, fez outro de seus melhores sucessos, a novela Quatro por Quatro (1994), como o hipocondríaco Alcebíades, mais conhecido como Alce. Seu personagem inicialmente fez par com Auxiliadora (Elizabeth Savalla), e esta descobre que ele a traiu com Elisa Maria (Lisandra Souto). Depois fez a novela O Fim do Mundo (1996), como Vadeco, e mais tarde, fez três novelas ao lado de Betty Lago: O Amor Está no Ar (1997), como Filipe, Pecado Capital (1998), como Valdir e Uga Uga (2000), como Anísio.
Em 2002, faz pela primeira vez uma novela de Antônio Calmon, O Beijo do Vampiro (2002), como o hilário Bartô,  fazendo par com Betty Gofman (Amélie) e contracenando pela primeira vez com seu tio Luis Gustavo (Galileu), ambos interpretando pai e filho na trama. Logo, em 2004, faz a minissérie Um Só Coração (2004), como Paulo Prado, e a novela Como uma Onda (2004), como o mulherengo Pedroca do Espírito Santo, e em 2006, em dose dupla pela segunda vez, faz a minissérie JK (2006), como Júlio Soares e Páginas da Vida (2006), como Leandro, filho de Tide (Tarcísio Meira) e Lalinha (Glória Menezes).
Em 2008, em dose dupla pela terceira vez, faz a minissérie Queridos Amigos (2008), como Fernando, e Três Irmãs (2008), como Orlando, fazendo par com Beth Goulart (Leonora). Depois faz o remake de Ti Ti Ti (2010), como Breno Rodrigues, e em seguida, fez O Astro (2011), como o inescrupuloso Amin Hayalla, casado com Jamile (Carolina Kasting), mas que tem um caso com a amante Silvia (Bel Kutner). Em 2012, esteve no sucesso Cheias de Charme, como o vilão Dr. Sarmento.
Em 2013, esteve em Sangue Bom como Franklin Cardoso.
Em 2017, interpretou Pedro Malan no filme Real - O Plano Por Trás da História.

## Filmografia

### Televisão
| Ano  | Título                             | Personagem                                                        | Nota |
| ---- | ---------------------------------- | ----------------------------------------------------------------- | --- |
| 1976 | Anjo Mau                           | Chico Neto                                                        | |
| 1985 | Ti Ti Ti                           | Alexandre Moraes (Alex)                                           | |
| 1986 | Sinhá Moça                         | José Coutinho                                                     | |
| 1987 | Brega & Chique                     | Maurício Carvalho Lontra                                          | |
| 1988 | Fera Radical                       | Paulo da Silva (Paxá)                                             | |
| 1989 | Que Rei Sou Eu?                    | Lucien Élan (Pichot) / Rei Petrus II                              | |
| 1990 | Mico Preto                         | Adolfo Menezes Garcia                                             | |
| 1992 | Perigosas Peruas                   | Paulinho Pamonha                                                  | |
| 1993 | O Mapa da Mina                     | Raul Gouveia                                                      | |
| 1994 | Você Decide                        | O Visitante / Antônio Moura / Paulo / Álvaro Leonino Bento / Joel | Episódio: "Sexo Frágil" Episódio: "Meus Dois Fantasmas" Episódio: "A Vizinha" Episódio: "A Bolsa ou a Vida" |
| 1994 | Quatro por Quatro                  | Alcebíades Augusto Fontes (Alce)                                  | |
| 1996 | O Fim do Mundo                     | Valdison Ramalho (Vadeco)                                         | |
| 1996 | Sai de Baixo                       | Delegado Lopes                                                    | Episódio: "Ribatur Turismo"                                                                                 |
| 1997 | O Amor Está no Ar                  | Filipe Schneider                                                  | |
| 1997 | Malhação                           | Eduardo Kleber Siqueira                                           | Temporada 3                                                                                                 |
| 1998 | Pecado Capital                     | Valdir Cabral Soares                                              | |
| 2000 | Uga Uga                            | Anísio Karabastos                                                 | |
| 2001 | Brava Gente                        | Aureliano                                                         | Episódio: "A Sonata"                                                                                        |
| 2001 | Malhação                           | Renato Ferreira                                                   | |
| 2002 | O Beijo do Vampiro                 | Bartolomeu Van Burgo (Bartô)                                      | |
| 2003 | Sítio do Picapau Amarelo           | Bacamarte                                                         | Episódio: "O Sumiço de Emília"                                                                              |
| 2004 | Um Só Coração                      | Paulo Prado                                                       | |
| 2004 | A Diarista                         | Fúlvio                                                            | Episódio: "Quem Vai Ficar com Marinete"                                                                     |
| 2004 | Como uma Onda                      | Pedro Gomes do Espírito Santo (Pedroca)                           | |
| 2005 | A Diarista                         | Advogado de Figueirinha                                           | Episódio: "Aquele da Cafeína"                                                                               |
| 2006 | JK                                 | Júlio Soares                                                      | |
| 2006 | Páginas da Vida                    | Leandro Fragoso Martins de Andrade                                | |
| 2007 | Amazônia, de Galvez a Chico Mendes | Brito Rezende                                                     | |
| 2007 | Toma, Lá, Dá Cá                    | Mestre Shonganashana                                              | Episódio: "O Homem que Veio Arrochar"                                                                       |
| 2008 | Queridos Amigos                    | Fernando da Silva Prestes                                         | |
| 2008 | Casos e Acasos                     | Saulo Barbosa                                                     | Episódio: "O Ex, a Promoção e o Vizinho"                                                                    |
| 2008 | Casos e Acasos                     | Vicente Santini                                                   | Episódio: "O Presente, a Sociedade e a Tentação"                                                            |
| 2008 | Três Irmãs                         | Orlando Malatesta                                                 | |
| 2010 | Ti Ti Ti                           | Breno Rodrigues                                                   | |
| 2011 | O Astro                            | Amin Hayalla                                                      | |
| 2012 | Cheias de Charme                   | Ernani Sarmento                                                   | |
| 2013 | Sangue Bom                         | Franklin Cardoso (Cardoso)                                        | |
| 2014 | Império                            | Severo da Costa                                                   | |
| 2016 | A Lei do Amor                      | Dr. Olavo Maciel                                                  | |
| 2017 | Os Trapalhões                      | Chefe do Didico                                                   | Episódio: "9 de julho"                                                                                      |
| 2018 | Orgulho e Paixão                   | Felisberto Benedito                                               | |
| 2019 | Malhação: Toda Forma de Amar       | César Nobre                                                       | |
| 2021 | Quanto Mais Vida, Melhor!          | Daniel Monteiro Bragança                                          | |

### Cinema
| Ano  | Título                              | Personagem    | Notas          |
| ---- | ----------------------------------- | ------------- | -------------- |
| 2014 | A Grande Vitória                    | Sensei Josino |                |
| 2014 | Trinta                              | Rui           |                |
| 2015 | O Golpe                             | Paulo         | Curta-metragem |
| 2017 | Real - O Plano Por Trás da História | Pedro Malan   |                |

## Teatro
- Trair e Coçar é só Começar, 1986 (1ª versão)
- A Serpente
- E Aí Comeu?, ou Da Boca Pra Fora
- Mais Que Imperfeito
- Arte
- De Corpo Presente, 2007
- Adorei o que Você Fez, 2009

## Prêmios e indicações
| Ano  | Associações                         | Categoria               | Nomeações          | Resultado |
| ---- | ----------------------------------- | ----------------------- | ------------------ | --------- |
| 1996 | Prêmio Contigo! de TV               | Melhor Ator Cômico      | Quatro por Quatro  | Venceu    |
| 2003 | Prêmio Contigo! de TV               | Melhor Ator Cômico      | O Beijo do Vampiro | Indicado  |
| 2014 | Los Angeles Brazilian Film Festival | Melhor Ator Coadjuvante | A Grande Vitória   | Venceu    |